# Florent Hasani
Florent Hasani (ur. 30 marca 1997 w Vučitrnie) – kosowski piłkarz grający na pozycji ofensywnego pomocnika w klubie Diósgyőri VTK oraz w reprezentacji Kosowa. Wychowanek klubu KF Vushtrria.

## Kariera klubowa
W 2014 został przeniesiony do seniorskiego składu KF Vushtrria. W 2015 roku został zawodnikiem KF Trepça'89 Mitrowica, a w sezonie 2016/2017 zdobył z drużyną Mistrzostwo Kosowa. W styczniu 2018 roku został zawodnikiem węgierskiego Diósgyőri VTK. Zadebiutował 20 lutego przeciwko Vác FC, grając 90 minut meczowych, a jego zespół wygrał wynikiem 2:0. Pierwszą bramkę strzelił w meczu z Debreceni VSC 10 października 2018.

## Kariera reprezentacyjna
Hasani w reprezentacji Kosowa zadebiutował 10 września 2019 roku przeciwko reprezentacji Anglii, zmieniając w 85. minucie meczu Valona Berishę. Swoją pierwszą bramkę w kadrze strzelił przeciwko reprezentacji Gibraltaru w meczu towarzyskim.

## Sukcesy

### KF Trepça'89 Mitrowica
Mistrzostwo Kosowa (1): 2016/17